# Chaetodemoticus chilensis
Chaetodemoticus chilensis là một loài ruồi trong họ Tachinidae.